# Горленко Дмитро Лазаревич
Дмитро́ Ла́заревич Горле́нко (1660—1731) — український державний діяч Гетьманської епохи. Полковник Прилуцького полку (1692–1708). Наказний гетьман козацького війська під час Північної війни (1705). Один із найближчих соратників гетьмана України Івана Мазепи.

## Життєпис
Був одним із найближчих сподвижників гетьмана Івана Мазепи, активний прихильник розриву з Москвою. Учасник таємних політичних нарад козацької старшини з Мазепою в 1700-х роках.
1708 року був одним із тих полковників і старшин, що разом із гетьманом Іваном Мазепою уклали договір про союз із королем Швеції Карлом XII.
Після Полтавської битви 1709 року супроводжував гетьмана Івана Мазепу на еміграцію (в Бендери, Молдовське князівство, Османська імперія).
Після смерті гетьмана в 1709—1710 роках поряд з Пилипом Орликом і Андрієм Войнаровським був одним із кандидатів на гетьманство від українського козацтва, що перебувало на території Османської імперії та не визнало легітимності правління І. Скоропадського.
У 1711—1712 роках був членом емігрантської делегації на переговорах із султанським урядом у Стамбулі.
23 січня 1711 року як посол еміграційного уряду Пилипа Орлика підписав із Кримським ханатом Кайрський договір про оборонно-наступальний військовий союз Гетьманщини з Кримським ханством.
У 1711 і 1713 роках брав активну участь у походах мазепинців на Правобережну Україну.
Від 1712 року займався дипломатичною підготовкою повернення частини українських емігрантів до Війська Запорозького. Влітку 1714 року із родиною переїхав до Києва.
Від червня 1715 до 1730 року жив на засланні в Москві.
1730 року був амністований. 1731 року повернувся на Гетьманщину до родини в місто Прилуки.
Більшість його маєтків після 1709 року були пограбовані окупаційними залогами Московії.